# Bobby Evans (Footballspieler)
Bobby Evans (* 24. März 1997 in Allen, Texas) ist ein US-amerikanischer American-Football-Spieler auf der Position des Offensive Tackles. Er spielte von 2019 bis 2022 für die Los Angeles Rams in der National Football League (NFL) und gewann mit ihnen den Super Bowl LVI. Seit 2024 steht Evans bei den Arlington Renegades in der United Football League (UFL) unter Vertrag.

## Highschool
Evans ging in seinem Heimatort Allen in Texas zur High School und spielte bis 2015 für die Allen Eagles auf der Position des Offensive Tackles. Bevor er in die Offensive Line wechselte, spielte er zwei Saisons als Tight End.
Er war damals schon 6′4″ (ca. 193 cm) groß und 280 Pfund (ca. 127 kg) schwer. Am 10. Juli 2013 nahm er das Stipendienangebot der University of Oklahoma an. Auch die Texas A&M University bot ihm ein Stipendium an.
247Sports sah in Evans einen 4-Sterne Rekrut mit einer Bewertung von 0.9260. Er war als 171. bester Spieler der 2015er-Klasse bewertet, der 23. beste Spieler aus Texas und der 13. beste Offensive Tackle der gesamten USA.
An der Highschool spielte er bereits zusammen mit Quarterback Kyler Murray, dem First-Overall-Pick des NFL Draft 2019. Mit Murray spielte er auch in seinem ersten Collegejahr zusammen.

## College
Von der Saison 2015 bis zur Saison 2018 startete er in 40 Spielen für die Oklahoma Sooners.
In der Saison 2015 legte er ein Redshirtjahr ein.
In der Saison 2016 erhielt er eine ehrenvolle Erwähnung in der All-Big 12 Wahl der College-Coaches sowie eine Würdigung seiner akademischen Erfolge. Er spielte 12 Spiele als rechter Offensive Tackle, das entsprach 594 Snaps, und er ließ nur zwei Sacks zu.
2017 erhielt er wieder eine ehrenvolle Erwähnung in der All-Big-12-Wahl der College-Coaches und eine Würdigung seiner akademischen Erfolge. Er startete alle Spiele als rechter Offensive Tackle. In dieser Saison beschützte er den Nummer-1-Pick der Cleveland Browns des NFL Draft 2018, Baker Mayfield.
In seiner letzten Saison bei den Oklahoma Sooners, 2018, wurde er ins Second-Team der All-Big 12 gewählt. Er startete alle 14 Spiele der Saison als linker Offensive Tackle. In diesem Jahr gewann die Offensive Line der Oklahoma Sooners den Joe Moore Award.

## Professionelle Karriere

### Draft
| Größe         | Gewicht         | Arm- länge         | Hand- größe       | 40-Yard Sprint | 10-yard split | 20-yard split | 20-ss | 3-cone drill | Vert jump | Broad |
| ------------- | --------------- | ------------------ | ----------------- | -------------- | ------------- | ------------- | ----- | ------------ | --------- | ----- |
| 6′4″ (193 cm) | 312 lb (141 kg) | 34 3/4" (88,27 cm) | 9 7/8" (25,08 cm) | --             | --            | --            | --    | --           | --        | --    |

Die Analysten lobten vor allem die langen Arme von Evans, da diese ihn befähigen würden, den Edge Rusher oder Defensive End weit von sich zu halten. Auch seine Vielseitigkeit, sowohl als rechter als auch als linker Offensive Tackle spielen zu können, wurde positiv erwähnt. Er wurde als Dritt- oder Viertrundenpick und zukünftiger Starter in der NFL bewertet.
Schlussendlich wurde Evans in der 3. Runde mit dem 97. Pick des NFL Draft 2019 von den Los Angeles Rams ausgewählt.

### NFL
In seiner Rookiesaison startete Evans aufgrund einer Knieverletzung des rechten Offensive Tackles, Rob Havenstein, in sieben Spielen und kam insgesamt in neun Spielen zum Einsatz. Die Presse begrüßte die Auswechslung des schwächelnden Havenstein und Evans zeigte sein Potential. In der Saison 2021 gewann er mit den Los Angeles Rams den Super Bowl LVI.
Am 31. Dezember 2022 wurde Evans von den Rams entlassen. Anschließend schloss er sich bis zum Saisonende dem Practice Squad der Minnesota Vikings an. Im Juli 2023 nahmen die Vikings Evans erneut unter Vertrag, entließen ihn aber bereits nach wenigen Tagen wieder.
Am 13. August 2023 verpflichteten die Jacksonville Jaguars Evans, entließen ihn aber bereits am 29. August wieder.

### UFL
Für die Saison 2024 nahmen die Arlington Renegades aus der United Football League (UFL) Evans unter Vertrag.